# Ladugårdslandsviken

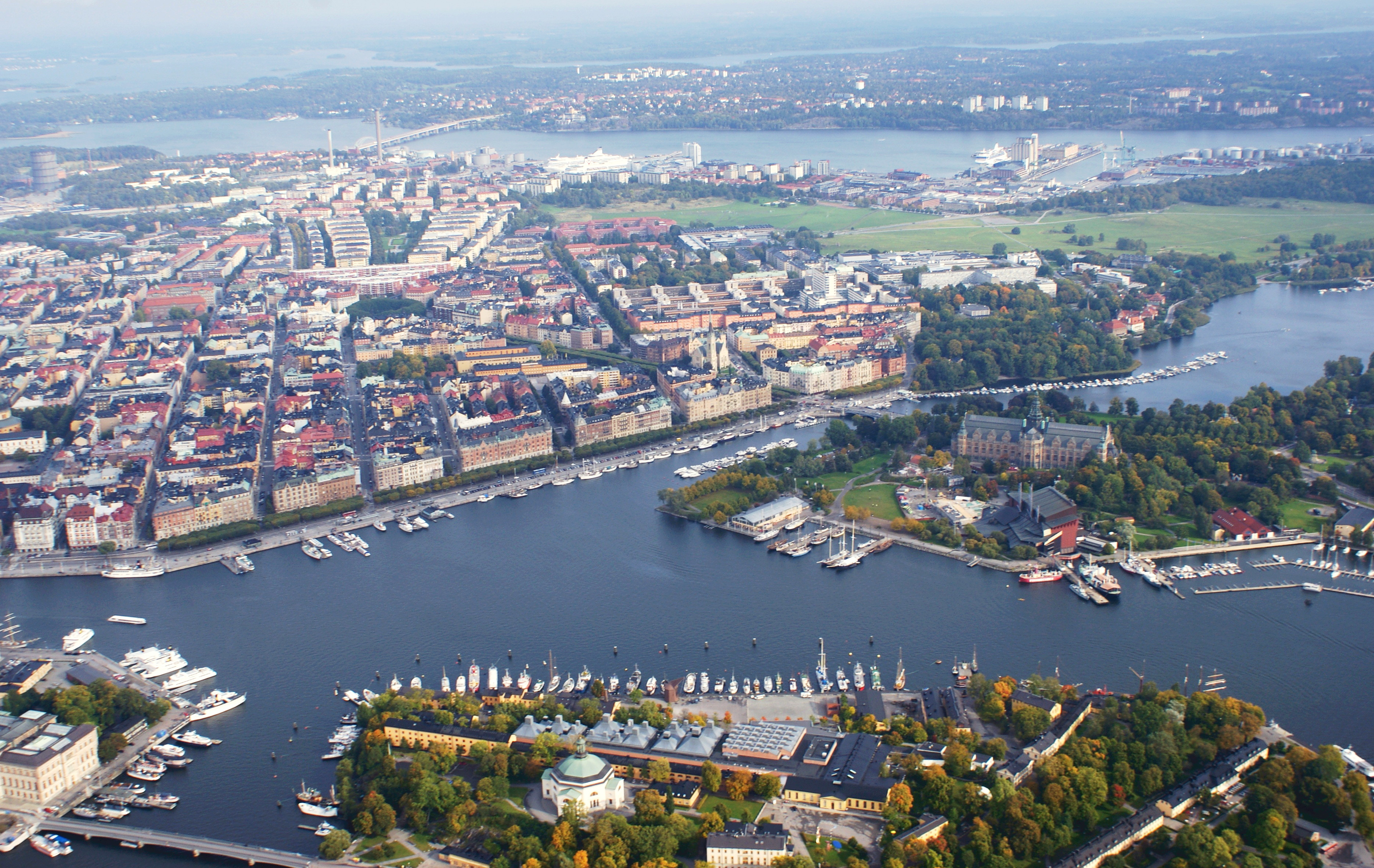
Ladugårdslandsviken från luften, vy mot nordost med Östermalm i bakgrunden, 2012.

Ladugårdslandsviken är en vik av Saltsjön i centrala Stockholm som begränsas av Blasieholmen och Skeppsholmen i sydväst, Södra Djurgården i öster och Strandvägskajen i norr. Fortsättningen mot väst är Nybroviken och mot öst Djurgårdsbrunnsviken.

## Historik

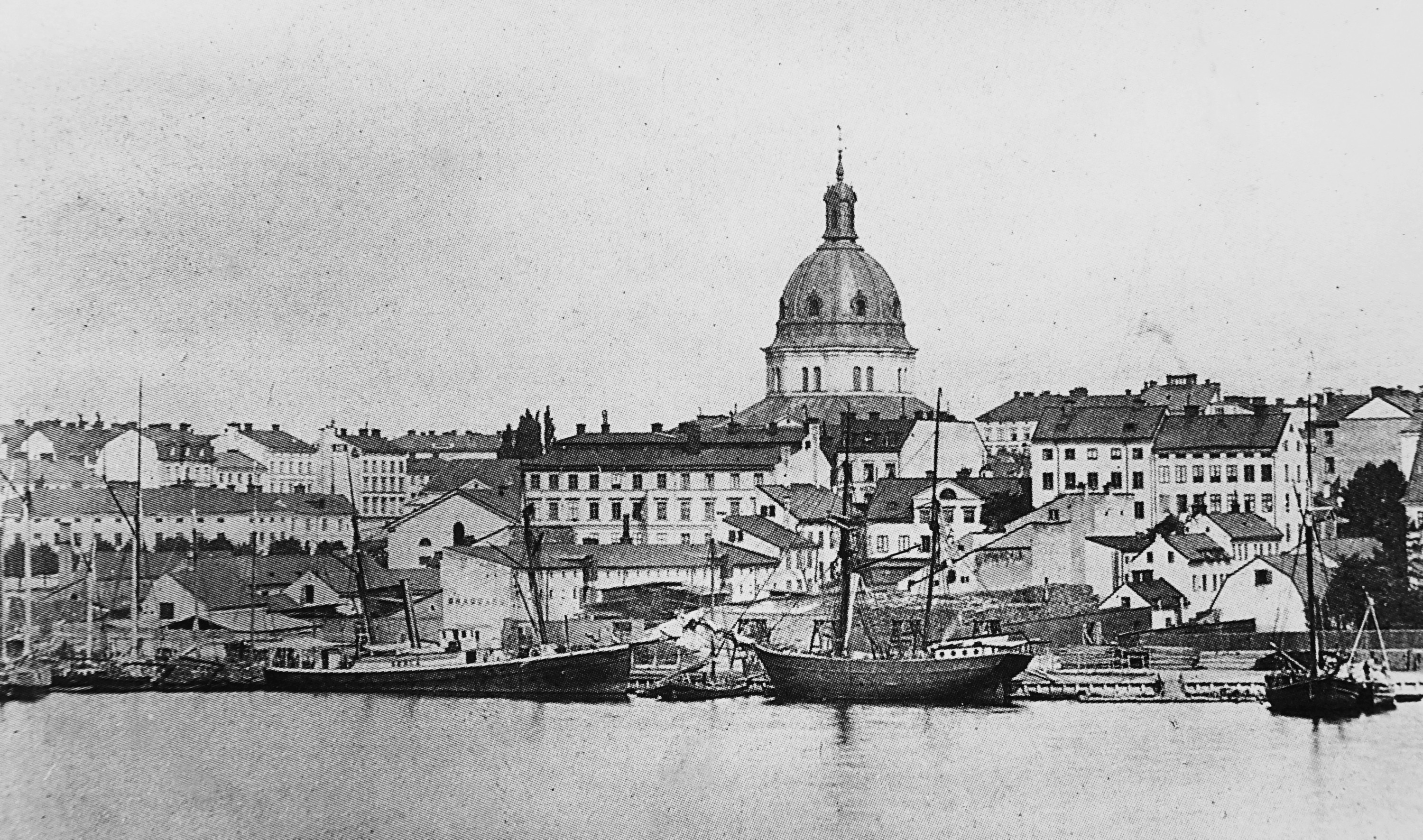
Ladugårdslandsviken omkring 1870.

Namnet härrör från Ladugårdslandet som Östermalm kallades tidigare. Namnet syftar på att det fanns fyra kungsladugårdar här: Medelby, Kaknäs, Unnanrör och Vädla. Idag är det bara namnet Kaknäs som lever kvar. Ladugårdslandet gav även Strandvägens föregångare sitt namn, den hette före 1885 Ladugårdslands Strandgata. På Petrus Tillaeus karta från 1731 finns beteckningen Ladugårdslands Wÿken och inkluderar då även hela Djurgårdsbrunnsviken. På Charta öfwer Stockholm från 1751 är namnet Ladugårdslands Wiken inritat.
Den innersta delen av Ladugårdslandsviken mot väst var avgränsat med en bro, Ladugårds Lands Bron, från Packare Torgs Wiken. Den fylldes igen på 1800-talat och utgör idag Nybroplan och Berzelii park. Ladugårdslandsvikens norra strand var fram till 1890-talet, som en tysk turist uttryckte det, "den eländigaste delen av Ladugårdslandet [som] är knappt mera än en bedrövlig och smutsig by utan stenläggning. Små eländiga kojor stå på klippor, sticker fram mellan klippor, överskyggas av klippor eller förlorar sig mellan träd, kruddgårdar och fält". Här skulle inom några år växa fram Strandvägen, Stockholms nya paradgata.

## Bilder

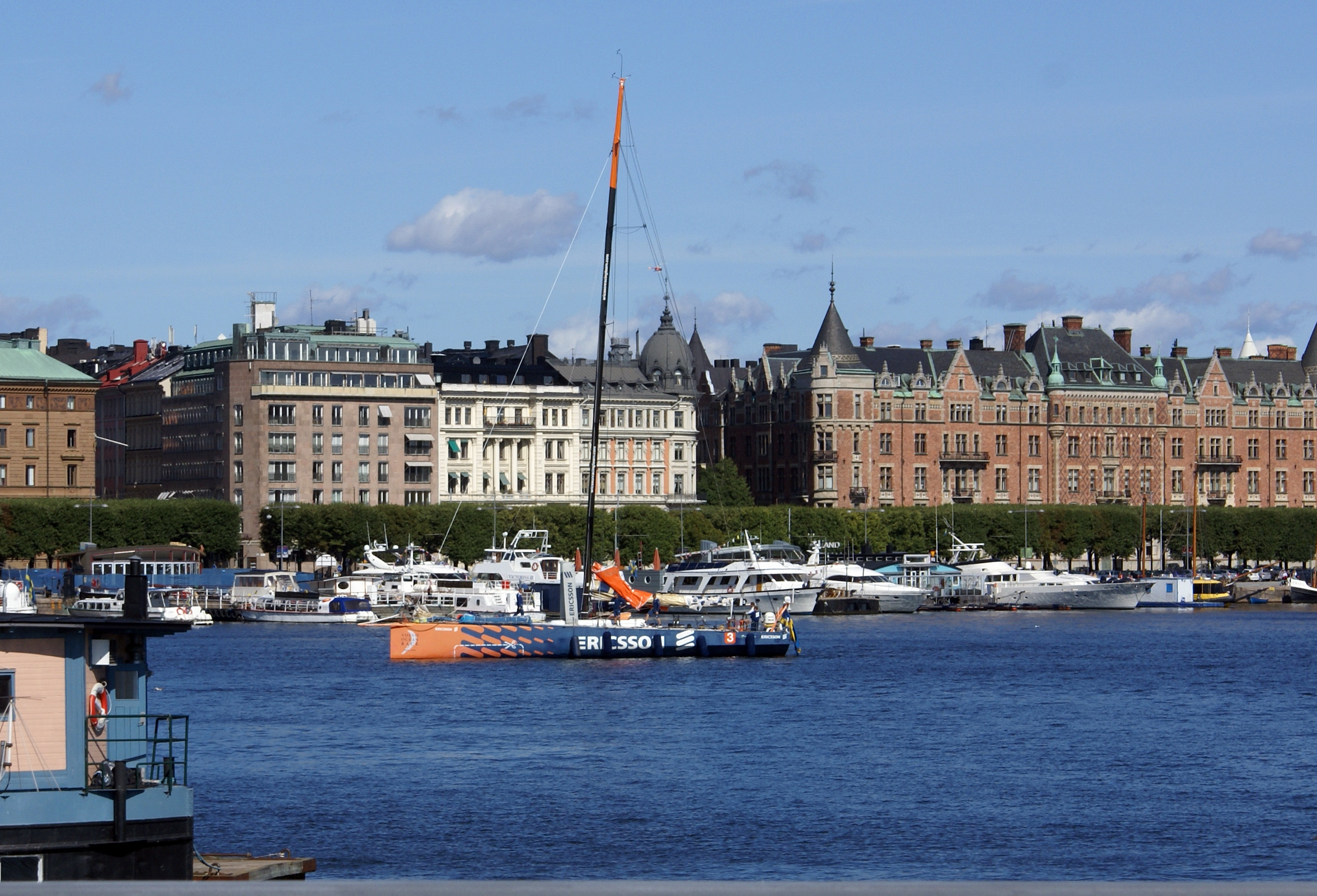
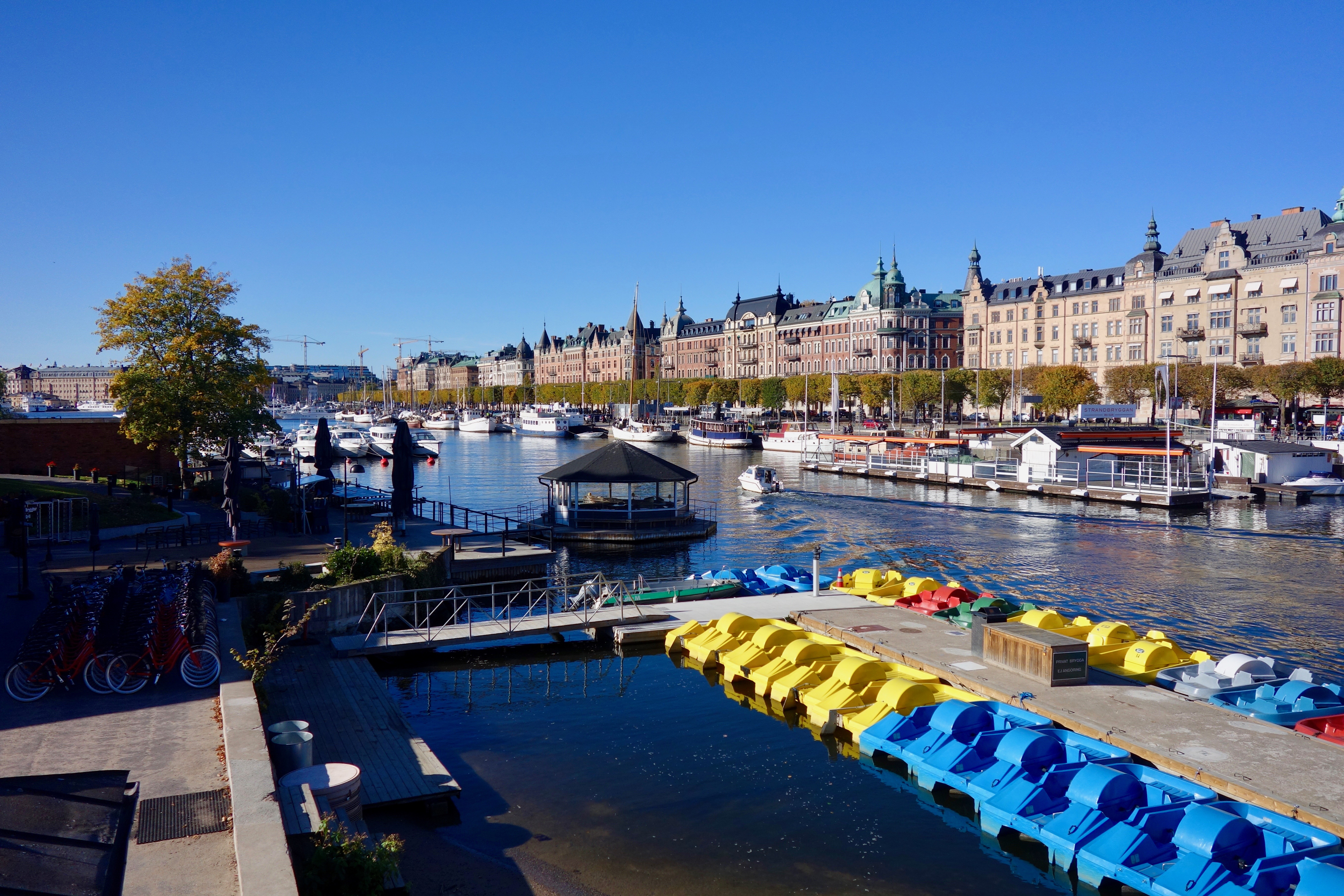
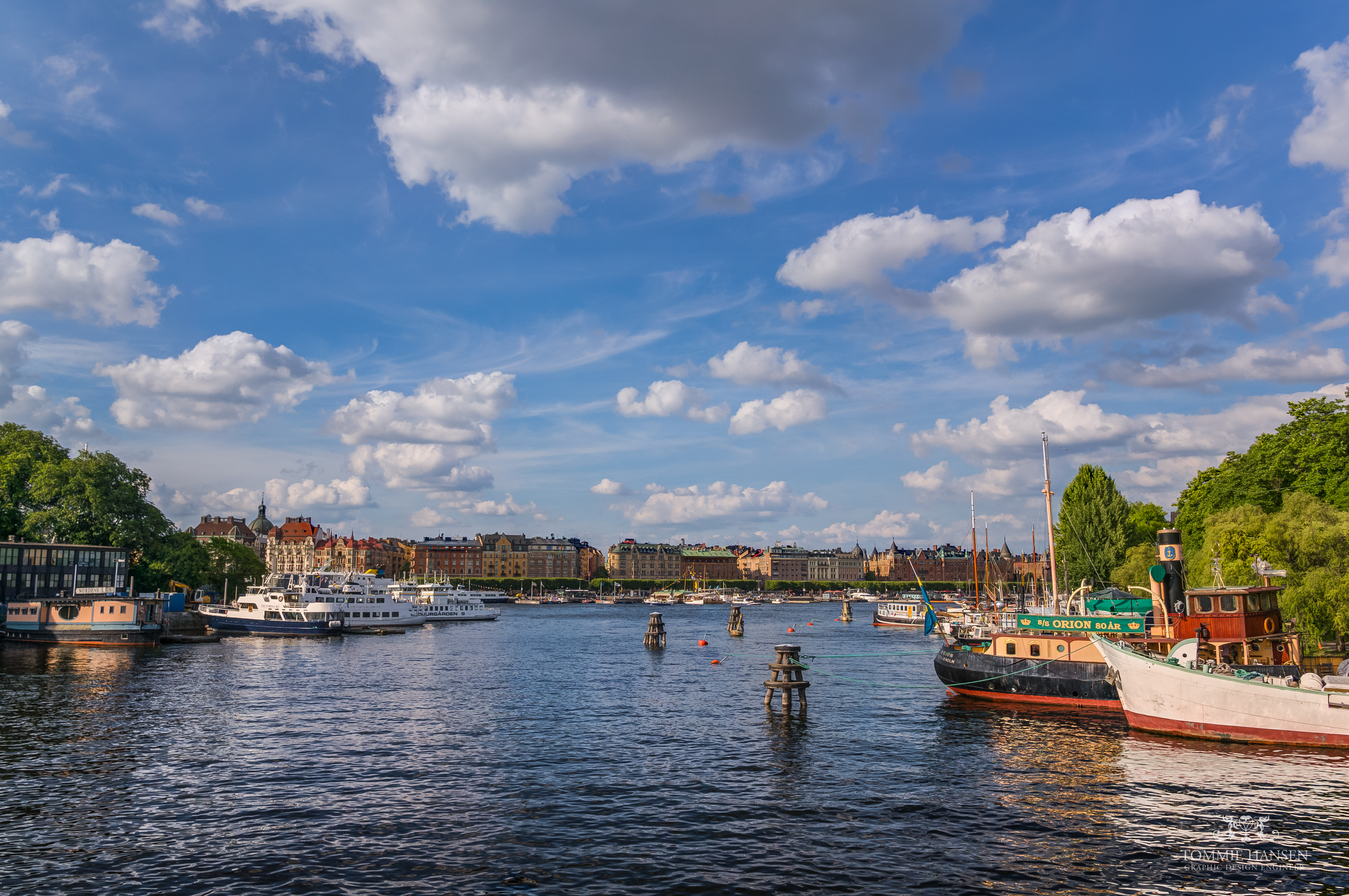
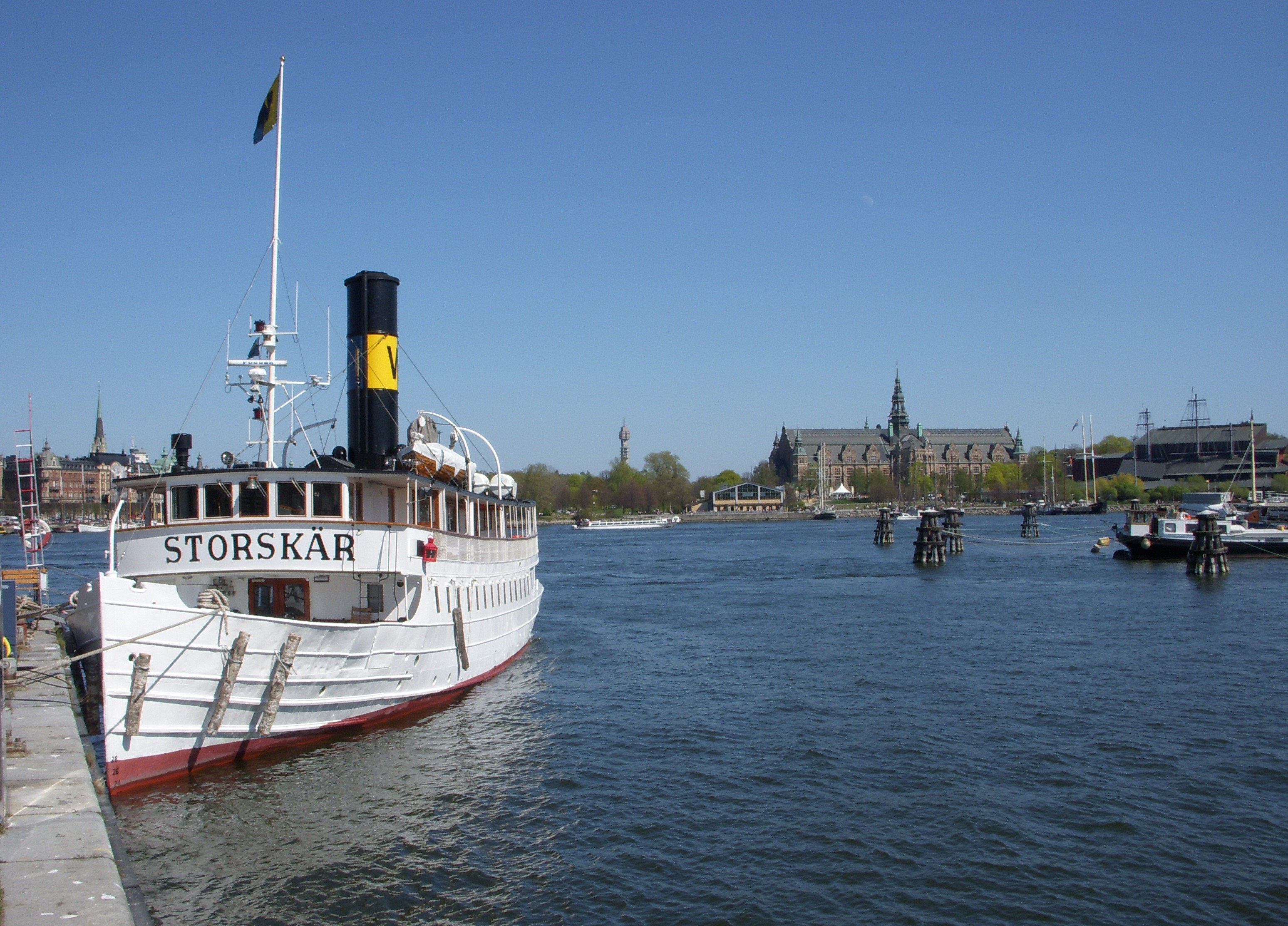